# Torroella (Castellcir)
El Mas Torroella és una masia del terme municipal de Castellcir, al Moianès.
Està situada en el sector meridional del terme, al sud-oest del nucli principal del poble de Castellcir, el Carrer de l'Amargura, prop del límit amb Sant Quirze Safaja. És a la dreta del torrent de Cerverisses, a llevant i a migdia dels Camps de Torroella. Queda a prop i al sud-oest del Vilardell i al nord-oest de la masia de Puigdomènec.
Hi mena, des del Solà del Boix, el Camí del Mas Torroella.
El mas és documentat des del segle xiii.